# 3554 أمون
3554 آمون هو كويكب من سلسلة كويكبات أتون ، مما يعني أنه يعبر مدار الأرض، ويعبر مدار الزهرة . تم اكتشافه في 4 مارس 1986 بواسطة كارولين ويوجين شوماكر في مرصد جبل بالومار ، وتم تسميته على اسم الإله المصري القديم آمون . كان آمون هو الكويكب الخامس في سلسلة أتون الذي تم ترقيمه .
دمج المشاهدات الضوئية لـ 3554 آمون خلال عامي 2017 و2018 لتحديد فترة دورانه حول نفسه تبلغ 2.53029 ±0.00002  ساعات ، ويتم دورته حول الشمس خلال 96و0 سنة ارضية. تم تصنيفه على أنه كويكب من النوع M في تصنيف Tholen، ونوع X في تصنيف Bus، ونوع C وX وD في تصنيف Bus-DeMeo. يمتلك الطيف البصري الخالي من المميزات ميلًا مشابهًا لنيزك بحيرة تاجيش على الرغم من أن 3554 آمون لا يُعتبر المصدر. وُجِد أن طيف الأشعة تحت الحمراء لكوكب 3554 أمون يتطابق مع تصنيف الكويكبات من النوع D. ويقدر قطره بـ 3.341 كيلومترًا، مما يجعله واحدًا من أصغر الكويكبات المعروفة التي تحمل تصنيف النوع M.[بحاجة لمصدر]
كان يُعتقد في السابق أن كويكب آمون معدني - استنادًا إلى طيف بصري من النوع M. قام عالم الكواكب جون إس لويس في كتابه Mining the Sky ، بحساب القيمة المالية المزعومة للمعادن الموجودة في كوكب آمون 3554 بنحو 20 تريليون دولار أمريكي.  الكويكب (6178) 1986 DA هو كويكب آخر قريب من الأرض من النوع M ذو ميل أقل وهو في الواقع معدني.
يمر كويكب آمون بالقرب من الزهرة، وفي أعوام 1964 و2034 و2103 يقترب منه ليصبح على بعد 10 مليون كيلومتر .

## اقرأ أيضا
- 4341 بوسيدون كويكب
- 5143 هرقل  كويكب
- 5381 سخمت كويكب
- 3362 خوفو كويكب
- 5011 بتاح كويكب
- نيسوس 7066 كويكب
- تشيركلو 10199 كويكب  قنطور
- 31824 إلاتوس كوكب قنطور
- 10370 هيلونوم كويكب قنطور

- 3362 خوفو كويكب
- 2340 حتحور كويكب
- 5011 بتاح كويكب
- 5381 سخمت كويكب

## روابط خارجية
- القيمة الاقتصادية للكويكب 3554 آمون
- قالب:NeoDys
- قالب:ESA-SSA
- 3554 أمون في قاعدة بيانات مختبر الدفع النفاث لأجرام النظام الشمسي الصغيرة

- الاكتشاف · مخطط المدار ·  العناصر المدارية · المعلمات المادية